# Armavir (stad in Armenië)
Armavir (Armeens: Արմավիր) is een stad in het westen van Armenië. De volkstelling 1989 meldde dat de stad een totale bevolking van 46.900 had, maar dit is sterk afgenomen: de telling van 2001 telde 32.034; en in 2008 werder 26.387 inwoners geteld. 
Ze is de hoofdstad van de gelijknamige provincie (marz). 
Ten tijde van de Sovjet-Unie heette de stad tot 1992 Hoktemberjan (Armeens: Հոկտեմբերյան), afgeleid van het Armeense woord voor oktober. Daarvoor stond de stad bekend als Sardarabad, Sardarapat of Sardar-Apad voor 1932.
Onder de eerste Armeense dynastie, die der Orontiden, werd Armavir in 331 v.Chr. de hoofdstad van Armenië. Ter ere van deze oude hoofdstad noemden Armeense emigranten aan de Koeban in 1848 hun jonge nederzetting Armavir. Dit Russische Armavir is thans een stad met bijna 200.000 inwoners.
Abovjan · Agarak · Achtala · Alaverdi · Aparan · Ararat · Armavir · Artasjat · Artik · Artsvasjen · Asjtarak · Berd · Bjoeregavan · Dastakert · Darakert · Dilidzjan · Dzjermoek · Etsjmiadzin · Gavar · Goris · Gjoemri · Hrazdan · Idzjevan · Jechegnadzor · Jegvard · Kadzjaran · Kapan · Maralik · Martoeni · Masis · Megri · Metsamor · Nojemberjan · Nor Hatsjen · Odzoen · Sevan · Sisian · Sjamloeg · Spitak · Stepanavan · Talin · Tasjir · Toemanjan · Tsachkadzor · Tsjambarak · Tsjarentsavan · Vajk · Vanadzor · Vardenis · Vedi · Jerevan